# Kis rőzsepatkány
A kis rőzsepatkány (Leporillus apicalis) az emlősök (Mammalia) osztályának a rágcsálók (Rodentia) rendjébe, ezen belül az egérfélék (Muridae) családjába tartozó faj, amely mára nagy valószínűséggel már kihalt.
Az állat a Leporillus emlősnem típusfaja.

## Előfordulása
Ausztrália területén él. 1933-ban észlelték utoljára.

## Megjelenése
Mérete megegyezett egy kisebb macskáéval.

## Természetvédelmi helyzete
A faj utolsó egyedét 1933-ban látták. Mára feltehetően kihalt. Megfogyatkozásának oka az élőhely elvesztése. Amennyiben még mindig él, populációja feltehetően nem elég nagy, hogy biztosítsa a faj fennmaradását.